# Chinees Taipei op de Olympische Zomerspelen 2012
Chinees Taipei nam deel aan de Olympische Zomerspelen 2012 in Londen, Verenigd Koninkrijk.

## Medailleoverzicht
| Sport         | Olympiër       | Onderdeel  | Medaille |
| ------------- | -------------- | ---------- | -------- |
| Gewichtheffen | Hsu Shu-Ching  | -53 kg (v) | Zilver   |
| Taekwondo     | Tseng Li-Cheng | -57 kg (v) | Brons    |

## Deelnemers en resultaten
(m) = mannen, (v) = vrouwen 

### Atletiek
| Olympiër         | Onderdeel        | Resultaat | Prestatie                                                    |
| ---------------- | ---------------- | --------- | ------------------------------------------------------------ |
| Chen Chieh       | 400m horden (m)  | 32e       | serie 1: 6de in 50,27                                        |
| Chang Chia-Che   | marathon (m)     | 77e       | 2:29.58                                                      |
| Lin Ching-Hsuan  | verspringen (m)  | 33e       | kwalificatie groep A: 17de met 7,38m                         |
| Chang Ming-Huang | kogelstoten (m)  | 12e       | kwalificatie groep B: 6de met 20,25m finale: 12de met 19,99m |
|                  |                  |           |                                                              |
| Lin Chia-Ying    | kogelstoten (v)  | 26e       | kwalificatie groep B: 12de met 17,43m (NR)                   |
| Li Wen-Hua       | discuswerpen (v) | 22e       | kwalificatie groep A: 10de met 59,91m                        |

### Badminton
| Olympiër                       | Onderdeel      | Resultaat | Prestatie |
| ------------------------------ | -------------- | --------- | --- |
| Hsu Jen-Hao                    | enkelspel (m)  | 17e       | groep H: 3de V van KOR Shon: 14-21,10-21 V van RUS Ivanov: 15-21,13-21 |
| Fang Chieh-Min Lee Sheng-Mu    | dubbelspel (m) | 5e        | groep A: 2de V van CHN Cai/Fu: 19-21,13-21 W van GER Kindervater/Schöttler: 21-15,21-16 W van AUS Smith/Warfe: 21-14,21-13 kwartfinale V van DEN Boe/Mogensen: 16-21,18-21       |
|                                |                |           | |
| Chen Shao-Chieh                | enkelspel (v)  | 5e        | groep C: 1ste W van TUR Yigit: 21-10,21-6 W van AUT Prutsch: 21-11,21-9 2de ronde: W van SIN Gu: 21-18,21-10 kwartfinale V van CHN Wang: 14-21,11-21                             |
| Tai Tzu-Ying                   | enkelspel (v)  | 9e        | groep K: 1ste W van FIN Nieminen: 21-11,21-14 W van MEX Montero: 21-6,21-10 2de ronde: V van CHN Li: 16-21,21-23                                                                 |
| Cheng Wen-Hsing Chien Yu-Chin  | dubbelspel (v) | 5e        | groep B: 1ste W van JPN Fujii/Kakiiwa: 21-19,21-11 V van IND Gutta/Ponnapa: 23-25,21-16,18-21 W van SIN Sari/Lei: 18-21,21-15,21-15 kwartfinale V van CHN Tian/Zhao: 10-21,14-21 |
|                                |                |           | |
| Chen Hung-Ling Cheng Wen-Hsing | dubbelspel (g) | 9e        | groep D: 3de V van CHN Xu/Ma: 16-21,20-22 V van THA Parapakamol/Thungthongkam: 15-21,16-21 W van MAS Chan/Goh: 21-12,6-21,21-15                                                  |

### Boogschieten
| Olympiër                                   | Onderdeel       | Resultaat | Prestatie |
| ------------------------------------------ | --------------- | --------- | --- |
| Chen Yu-Chen                               | individueel (m) | 17e       | plaatsingsronde: 54ste met 649 punten 1ste ronde: W van ITA Nespoli: 6-2 2de ronde: V van UKR Ruban: 0-6                                                                           |
| Kou Cheng-Wei                              | individueel (m) | 5e        | plaatingsronde: 40ste met 660 punten 1ste ronde: W van VIE Malavé: 6-5 2de ronde: W van EGY El-Nemr: 6-2 3de ronde: W van UKR Ivashko: 6-0 kwartfinale: V van NED van der Ven: 0-6 |
| Wang Cheng-Pang                            | individueel (m) | 17e       | plaatingsronde: 33ste met 663 punten 1ste ronde: W van COL Pineda: 6-0 2de ronde: V van KOR Im: 4-6                                                                                |
| Chen Yu-Chen Kuo Cheng-Wei Wang Cheng-Pang | team (m)        | 9e        | plaatsingsronde: 11de met 1972 punten 1ste ronde: V van Italië: 206-212 |
|                                            |                 |           | |
| Le Chien-Ying                              | individueel (v) | 17e       | plaatsingsronde: 39ste met 638 punten 1ste ronde: W van TUR Löklüoglu: 6-0 2de ronde: V van DEN Christiansen: 4-6                                                                  |
| Lin Jia-En                                 | individueel (v) | 17e       | plaatsingsronde: 5de met 667 punten 1ste ronde: W van MAS Hashim: 6-2 2de ronde: V van FRA Schuh: 5-6                                                                              |
| Tan Ya-Ting                                | individueel (v) | 9e        | plaatsingsronde: 3de met 671 punten 1ste ronde: W van SUI Dielen: 6-4 2de ronde: W van GER Richter: 6-2 3de ronde: V van ITA Lionetti: 2-6                                         |
| Le Chien-Ying Lin Jia-En Tan Ya-Ting       | team (v)        | 5e        | plaatsingsronde: 3de met 1976 punten kwartfinale: V van Rusland: 216-216 (26-28)                                                                                                   |

### Gewichtheffen
| Olympiër        | Onderdeel  | Resultaat | Prestatie                                                    |
| --------------- | ---------- | --------- | ------------------------------------------------------------ |
| Chen Shih-Chieh | +105kg (m) | 10de      | trekken: 13de met 182kg stoten: 6de met 236kg totaal: 418kg  |
|                 |            |           |                                                              |
| Hsu Shu-Ching   | -53kg (v)  | Zilver    | trekken: 2de met 96kg stoten: 2de met 123kg totaal: 219kg    |
| Kuo Hsing-Chun  | -58kg (v)  | 8e        | trekken: 12de met 99kg stoten: 5de met 129kg totaal: 228kg   |
| Huang Shih-Hsu  | -69kg (v)  | 7e        | trekken: 8ste met 110kg stoten: 8ste met 131kg totaal: 241kg |

### Judo
| Olympiër   | Onderdeel | Resultaat | Prestatie                                                     |
| ---------- | --------- | --------- | ------------------------------------------------------------- |
| Tu Kai-Wen | -66kg (m) | 17e       | 1ste ronde: vrij 2de ronde: V van MGL Tsagaanbaatar: waza-ari |

### Roeien
| Olympiër      | Onderdeel | Resultaat | Prestatie |
| ------------- | --------- | --------- | --- |
| Wang Ming-Hui | skiff (m) | 26e       | serie 6: 4de in 7.15,77 herkansingen: 5de (te lichte boot) halve finale E/F: 1ste in 7.33,18 finale E: 2de in 7.33,28 |

### Schermen
| Olympiër    | Onderdeel | Resultaat | Prestatie                                                                |
| ----------- | --------- | --------- | ------------------------------------------------------------------------ |
| Hsu Jo-ting | degen (v) | 17e       | 1ste ronde: W van EGY Hassanein: 15-10 2de ronde: V van ROU Brânză: 8-15 |

### Schietsport
| Olympiër       | Onderdeel            | Resultaat | Prestatie                                        |
| -------------- | -------------------- | --------- | ------------------------------------------------ |
| Yu Ai-Wen      | 10m luchtpistool (v) | 36e       | kwalificatie: 36ste met 375 punten (92-94-95-94) |
| Tien Chia-Chen | 10m luchtpistool (v) | 27e       | kwalificatie: 27ste met 378 punten (94-96-93-95) |
| Tien Chia-Chen | 25m pistool (v)      | 16e       | kwalificatie: 16de met 580 punten (289-291)      |
| Lin Yi-Chun    | trap (v)             | 10e       | kwalificatie: 10de met 68 punten (22-23-22)      |

### Taekwondo
| Olympiër       | Onderdeel | Resultaat | Prestatie |
| -------------- | --------- | --------- | --- |
| Wei Chen-Yang  | -58kg (m) | 7e        | voorronde: W van VIE Chau: 5-1 kwartfinale: V van RUS Denisenko: 7-10                                                                             |
|                |           |           | |
| Yang Shu-Chun  | -49kg (v) | 7e        | voorronde: W van GER Manz: 10-3 kwartfinale: V van THA Sonkham: 0-6                                                                               |
| Tseng Li-Cheng | -57kg (v) | Brons     | voorronde: W van THA Nisaisom: 4-1 kwartfinale: W van LIB Paoli: 5-2 halve finale: V van GBR Jones: 6-10 bronzen finale: W van FIN Mikkonen: 14-2 |

### Tafeltennis
| Olympiër         | Onderdeel     | Resultaat | Prestatie |
| ---------------- | ------------- | --------- | --- |
| Chuang Chih-yuan | enkelspel (m) | 4e        | voorronde: vrij 1ste ronde: vrij 2de ronde: vrij 3de ronde: W van HUN Zwickl: 4-0 (11-8, 11-8, 11-6, 11-9) 4de ronde: W van CRO Gaćina 4-2 (11-8, 11-5, 11-4, 7-11, 3-11, 11-5) kwartfinale: W van ROU Crisan: 4-0 (11-3, 11-4, 11-4, 11-5) halve finale: V van CHN Wang: 1-4 (13-11, 2-11, 10-12, 6-11, 9-11) bronzen finale: V van GER Ovtcharov: 2-4 (10-12, 11-9, 11-8, 11-13, 5-11, 12-14) |
|                  |               |           | |
| Chen Szu-yu      | enkelspel (v) | 17e       | voorronde: vrij 1ste ronde: vrij 2de ronde: W van HUN Tóth: 4-3 (10-12, 7-11, 7-11, 15-13, 11-5, 11-5, 13-11) 3de ronde: V van SIN Feng: 1-4 (6-11, 13-11, 5-11, 10-12, 9-11) |
| Huang Yi-hua     | enkelspel (v) | 17e       | voorronde: vrij 1ste ronde: vrij 2de ronde: W van AUS Miao: 4-0 (11-7, 11-9, 11-7, 11-4) 3de ronde: V van POL Qian: 0-4 (7-11, 8-11, 6-11, 3-11) |

### Tennis
| Olympiër                      | Onderdeel      | Resultaat | Prestatie |
| ----------------------------- | -------------- | --------- | --- |
| Lu Yen-Hsun                   | enkelspel (m)  | 33e       | 1ste ronde: V van TUN Jaziri: 6-7(10-12), 6-4, 3-6 |
|                               |                |           | |
| Hsieh Su-wei                  | enkelspel (v)  | 33e       | 1ste ronde: V van CHN Peng: 3-6, 7-6(7-3), 5-7 |
| Chuang Chia-jung Hsieh Su-wei | dubbelspel (v) | 5e        | 1ste ronde: W van IND Chakarvarthi / Mirza: 6-1, 3-6, 6-1 2de ronde: W van ITA Pennetta / Schiavone: 6-7(3-7), 7-5, 6-4 kwartfinale: V van CZE Hlaváčková / Hradecká: 3-6, 4-6 |

### Wielersport
| Olympiër     | Onderdeel        | Resultaat | Prestatie |
| Baan         | Baan             | Baan      | Baan |
| ------------ | ---------------- | --------- | --- |
| Hsiao Mei-Yu | omnium (v)       | 17e       | vliegende ronde: 11de in 14,662 puntenkoers: 17de met 2 punten afvalling: 17de individuele achtervolging: 16de in 3.49,051 scratch: 15de tijdrit: 9de in 36,482 totaal: 85 punten |
| Weg          |                  |           | |
| Hsiao Mei-Yu | wegwedstrijd (v) | DNF       | buiten tijdslimiet |

### Zeilen
| Olympiër  | Onderdeel | Resultaat | Prestatie                                   |
| --------- | --------- | --------- | ------------------------------------------- |
| Chang Hao | RS:X (m)  | 35e       | 289 punten: (33-36-35-36-33-33-37-37-24-22) |

### Zwemmen
Mannen
| Olympiër       | Onderdeel            | Resultaat | Prestatie               |
| -------------- | -------------------- | --------- | ----------------------- |
| Hsu Chi-Chieh  | 200m vlinderslag (m) | 30e       | serie 2: 6de in 1.59,81 |
|                |                      |           |                         |
| Chen I-Chuan   | 100m schoolslag (v)  | 38e       | serie 2: 7de in 1.11,28 |
| Cheng Wan-Jung | 200m vlinderslag (v) | 28e       | serie 1: 4de in 2.14,29 |
| Cheng Wan-Jung | 200m wisselslag (v)  | 31e       | serie 1: 2de in 2.17,39 |

Afghanistan · Albanië · Algerije · Amerikaanse Maagdeneilanden · Amerikaans-Samoa · Andorra · Angola · Antigua en Barbuda · Argentinië · Armenië · Aruba · Australië · Azerbeidzjan · Bahama's · Bahrein · Bangladesh · Barbados · België · Belize · Benin · Bermuda · Bhutan · Bolivia · Bosnië en Herzegovina · Botswana · Brazilië · Britse Maagdeneilanden · Brunei · Bulgarije · Burkina Faso · Burundi · Cambodja · Canada · Centraal-Afrikaanse Republiek · Chili · China · Chinees Taipei · Colombia · Comoren · Congo-Brazzaville · Congo-Kinshasa · Cookeilanden · Costa Rica · Cuba · Cyprus · Denemarken · Djibouti · Dominica · Dominicaanse Republiek · Duitsland · Ecuador · Egypte · El Salvador · Equatoriaal-Guinea · Eritrea · Estland · Ethiopië · Fiji · Filipijnen · Finland · Frankrijk · Gabon · Gambia · Georgië · Ghana · Grenada · Griekenland · Groot-Brittannië · Guam · Guatemala · Guinee · Guinee‑Bissau · Guyana · Haïti · Honduras · Hongarije · Hongkong · Ierland · IJsland · India · Indonesië · Irak · Iran · Israël · Italië · Ivoorkust · Jamaica · Japan · Jemen · Jordanië · Kaaimaneilanden · Kaapverdië · Kameroen · Kazachstan · Kenia · Kirgizië · Kiribati · Koeweit · Kroatië · Laos · Lesotho · Letland · Libanon · Liberia · Libië · Liechtenstein · Litouwen · Luxemburg · Macedonië · Madagaskar · Malawi · Maldiven · Maleisië · Mali · Malta · Marshalleilanden · Marokko · Mauritanië · Mauritius · Mexico · Micronesië · Moldavië · Monaco · Mongolië · Montenegro · Mozambique · Myanmar · Namibië · Nauru · Nederland · Nepal · Nicaragua · Nieuw-Zeeland · Niger · Nigeria · Noord-Korea · Noorwegen · Oeganda · Oekraïne · Oezbekistan · Oman · Oostenrijk · Oost-Timor · Pakistan · Palau · Palestina · Panama · Papoea-Nieuw-Guinea · Paraguay · Peru · Polen · Portugal · Puerto Rico · Qatar · Roemenië · Rusland · Rwanda · Saint Kitts en Nevis · Saint Lucia · Saint Vincent en Grenadines · Salomonseilanden · Samoa · San Marino · Sao Tomé en Principe · Saoedi-Arabië · Senegal · Servië · Seychellen · Sierra Leone · Singapore · Slovenië · Slowakije · Soedan · Somalië · Spanje · Sri Lanka · Suriname · Swaziland · Syrië · Tadzjikistan · Tanzania · Thailand · Togo · Tonga · Trinidad en Tobago · Tsjaad · Tsjechië · Tunesië · Turkije · Turkmenistan · Tuvalu · Uruguay · Vanuatu · Venezuela · Verenigde Arabische Emiraten · Verenigde Staten · Vietnam · Wit-Rusland · Zambia · Zimbabwe · Zuid-Afrika · Zuid-Korea · Zweden · Zwitserland · Onafhankelijke atleten